# Timófanes
Timófanes  (en griego antiguo Τιμοϕάνης), hijo de Timodemo y de Demariste, nacido c. 411 a. C. en Corinto, muerto en 366/365 a. C., fue un político de la Grecia antigua, asesinado por el entorno de su hermano Timoleón después de haber intentado convertirse en tirano de Corinto.

## Datos biográficos
Timófanes, hermano mayor de Timoleón, nació en una de las familias más ilustres de Corinto. En 367/366, estuvo al mando de un ejército de 3000 mercenarios que tenía por misión proteger el istmo de Corinto frente a una posible invasión del Peloponeso. En 366/365, decidió ocupar la acrópolis de Corinto e imponer desde allí su tiranía sobre la ciudad. 
Su hermano Timoleón se opuso y logró el respaldo de la parte de mercenarios que estaban a su mando. Tras intentar, sin éxito, que Timófanes abandonara sus planes despóticos, Timoleón terminó matando a su hermano con su propia mano, según la versión transmitida por Diodoro de Sicilia. Según la versión de Plutarco, Timófanes habría sido muerto por mercenarios del entorno de Timoleón mientras este se mantenía relativamente alejado del lugar de los hechos, con la cara cubierta.

## En la literatura
La muerte de Timófanes, tema tratado por Plutarco, ha sido retomado por Marie-Joseph Chénier en su Timoléon. Timófanes aparece igualmente en el Timoléon de Vittorio Alfieri.